# Bed & Breakfast
Bed & Breakfast – niemiecki boysband z Hamburga. Zespół powstał w 1995 roku, był jednym z pierwszych boysbandów w Niemczech i odnosił wtedy największe sukcesy.

## Skład
- Florian Walberg
- Kofi Ansuhenne
- Daniel Aminati

### Byli członkowie
- David Jost (teraz manager Tokio Hotel)

## Dyskografia

### Albumy studyjne
- Stay Together (1995)
- In Your Face (1996)
- The Singles Collection (1998)
- Deep In My Mind (2000)

### Single
- You Made Me Believe In Magic (1995)
- If You Were Mine (1995)
- Stay Together (1995)
- If I Could Change The World (1996)
- I Will Follow You (1996)
- Falling In Love (1996)
- Get It Right (1997)
- All I Wanna Do (1997)
- Deep In My Mind (1999)